# Planta medicinal
Una planta medicinal o herba medicinal és qualsevol vegetal que contingui en qualsevol dels seus òrgans, alguna substància amb activitat farmacològica que es pugui utilitzar amb fins terapèutics o que es pugui fer servir com a prototip per a obtenir nous fàrmacs per síntesi o hemisíntesi farmacèutica. Es calcula a prop de 260.000 les espècies de plantes que es coneixen en l'actualitat, de 10% de les quals es poden considerar medicinals, és a dir, es troben recollides en els tractats mèdics de fitoteràpia, moderns i d'èpoques passades, presentant algun ús. Evidentment, sobretot a les regions equatorials, la proporció d'espècies medicinals pot variar sensiblement d'aquest percentatge, puix que ni tan sols es coneix la totalitat de la flora.

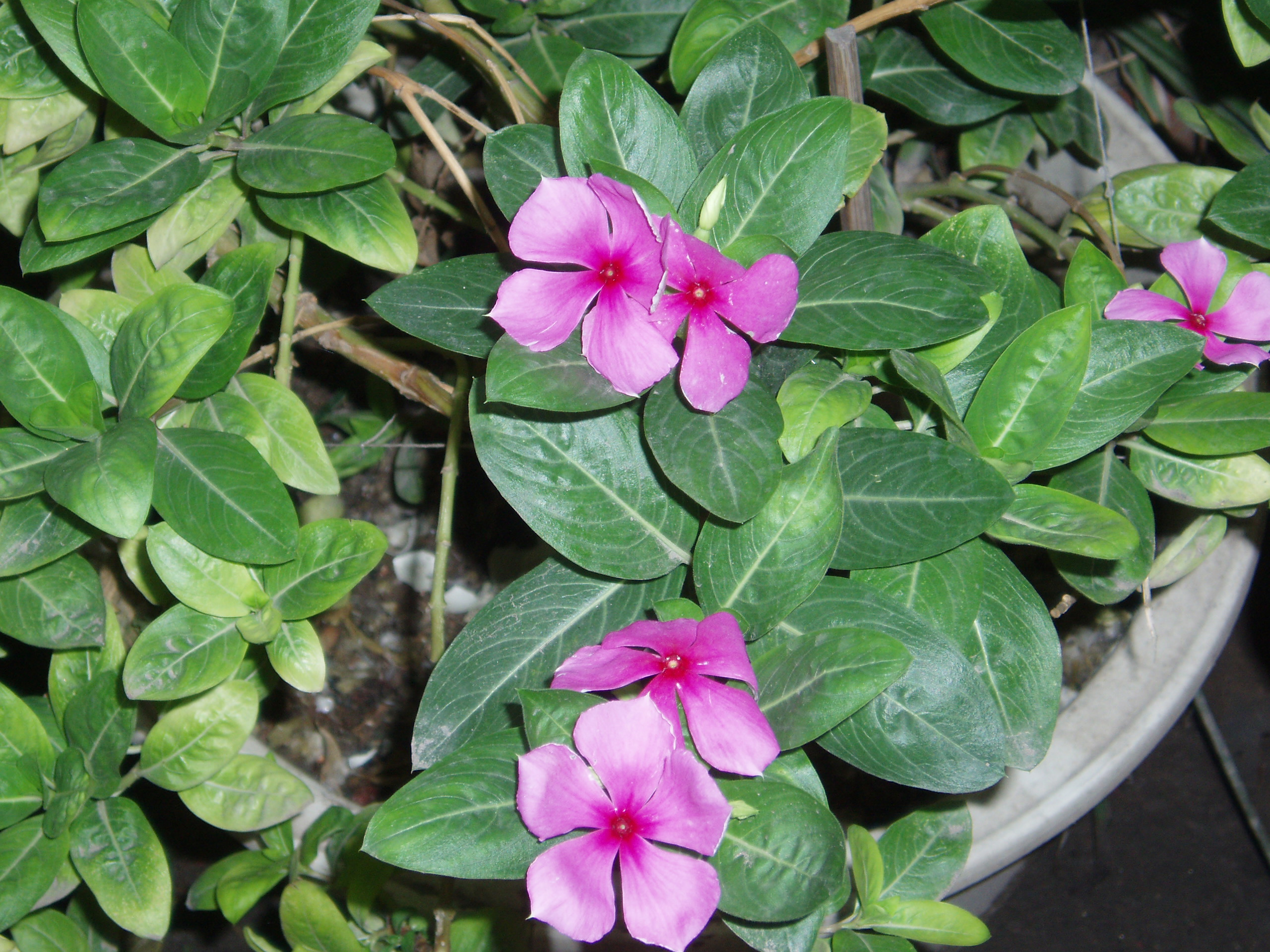
Vinca de Madagascar: Conté alcaloides que s'utilitzen per al tractament de la leucèmia

## Principis actius i la recol·lecció
L'estudi dels components de les plantes medicinals se centra en les substàncies que exerceixen una acció farmacològica sobre el ser humà o els éssers vius en general. Els principis actius de les plantes poden ser substàncies simples (com a alcaloides) o bé mescles complexes (resines, olis essencials, etc.). Els compostos més comuns són els glúcids i heteròsids (glúcid més un compost sense cap glúcid), que poden ser glucòsids, galactòsids, etc. El primer heteròsid que es va descobrir va ser la salicina (extret de Salix alba). Altres components actius de les plantes són alcaloides, lípids, gomes, mucílags, principis amargs, tanins, olis essencials, resines, bàlsams, oleoresines, àcids orgànics, enzims i vitamines.
La collita s'ha de fer quan els principis actius de la planta són madurs. Generalment, s'ha de procedir a l'assecament dels vegetals el més ràpidament possible, de manera que no fermentin els sucres que contenen, encara que cal tenir en compte que les herbes eixutes a poc a poc van perdent les seues propietats. Les flors s'han d'e prendre a penes descloses i assecar-les amb paper net; les fulles s'han de collir abans i durant la florida i estendre's sobre un paper o graellat; les plantes senceres han de ser desposseïdes de les fulles marcides i les restes de terra; les llavors i fruits no solen haver mester de cap tractament; i les escorces i arrels s'han de prendre d'exemplars joves.

## Preparacions comunes amb plantes medicinals
- Infusió: Escalfeu aigua i afegiu la part de la planta necessària en el primer bull. Tot seguit s'aparta del foc, es tapa i es deixa reposar alguns minuts. La infusió una vegada feta no ha de bullir. Se sol preparar amb les parts joves de la planta, com a fulles, flors i llavors.
- Decocció: procés pel qual la planta es bull en aigua durant un període determinat. S'usa aquest procediment amb les parts més dures, com a escorça, fulles coriàcies, arrels i tiges.
- Reducció: si la cocció es duu a terme durant més de 20 minuts, es produeix la reducció. S'empra per a principis actius que resisteixen la calor i dels quals en cal, per la seua escassa proporció, una major concentració.
- Maceració: consisteix a deixar reposar les plantes en aigua freda durant algunes hores. Serveix per a extraure principis actius inestables enfront de la calor però soluble en aigua.
- Tintura o vins medicinals: és la maceració feta en alcohol i normalment porta una part de la planta per cinc d'alcohol. S'usa si els principis actius no es dissolen bé en aigua o són de sabor desagradable, s'empra generalment la planta seca. Són molt coneguts els vins de quina o l'aiguardent d'aranyoner (patxaran).
- Xarops: són dissolucions de sucre en aigua a les quals després s'hi afegeix la planta.
- Suc: directament es trituren les plantes fresques i després es tamisa el líquid.
- Olis medicinals: tal com l'alcohol, l'oli és un altre dels dissolvents més usats. De fet hi ha certes plantes que transfereixen millor els seus principis actius a l'oli. Són els més utilitzats per a ús extern (fregues, massatges o untes).
- Cataplasmes o compreses: es fan bullint la planta o sotmetent-la a l'acció de l'aigua. Les plantes bullides s'emboliquen en draps prims que se situen sobre la zona a tractar.
- Bafs: es preparen amb herbes aromàtiques, les quals es bullen en aigua. El vapor que s'escapa del recipient una vegada retirat aquest del foc, és el que ha de ser inhalat.

## Accions farmacològiques
Els principis actius de les plantes, als que cal atribuir els seus efectes curatius, es poden utilitzar en el tractament d'un gran nombre de malalties. Tot seguin es donen alguns exemples de les propietats medicinals de les plantes, així com d'algunes de les espècies vegetals que presenten aquestes propietats: 
- Pectorals i antitussives: fàrfara (Tussilago farfara), rosella (Papaver rhoeas) i malva.
- Tòniques i digestives: la sàlvia, l'orenga, el poliol, la marialluïsa o la genciana.
- Laxants: el grèvol, el garrofer, la cuscuta o el polipodi.
- Diürètiques: l'api, el julivert, la llimera o la cua de cavall (Equisetum arvense).
- Abortives: corona del rei, savina, teix (Taxus baccata) o safrà.
- Hipnòtiques: arç blanc, til·ler, valeriana, llúpol o taronger.
- Estimulants: el te, el cafè, el cacau, el guaranà
- Antireumàtiques: neret, herba talpera, espígol o jueva.
- Vermífugues: ontina, timó, noguer o tanarida.
- Vulneràries: hipèric (Hipericum perforatum), vulnerària o vern.
- Carminatives: camamilla, menta, poliol